# NITTOH
株式会社NITTOH（ニットー、英: Nittoh Corporation）は、愛知県名古屋市中川区広川町に本社を置く建設会社。住宅リフォーム、シロアリや害虫駆除、耐震診断、ハウスクリーニングを手掛ける。名古屋証券取引所メイン市場単独上場銘柄である。
2019年2月に本社を名古屋市北区平安から中川区広川町に移転した。

## 沿革
- 1973年 - サンインテリア株式会社設立
- 1974年 - 商号を中部日東エース株式会社に改称
- 1981年 - 岐阜連絡事務所を開設
- 1982年 - 三河営業所を開設
- 1985年 - 奈良営業所を開設
- 1986年 - 東三河営業所（現 豊橋営業所）・中濃営業所（現 岐阜営業所）を開設
- 1990年 - 滋賀出張所（現 京滋営業所）を開設、商号を株式会社NITTOH（登記上は株式会社ニットー）に改称
- 1992年 - 本社を名古屋市北区報徳町（2004年に平安二丁目に町名変更）に移転、東京営業所を開設
- 1995年 - 三重営業所を開設
- 1999年 - 大阪事業部を開設
- 2000年 - 名古屋証券取引所第二部に上場、お客様サービスセンターを設置、甲信営業所・北陸営業所を開設
- 2001年 - 阪神営業所・中津川店・東京事業部を開設
- 2003年 - 知多店を開設、株式会社ビルワークを完全子会社化。
- 2006年 - 春日井事業所を開設
- 2007年 - セブンハウス株式会社を完全子会社化。
- 2008年 - 共同出資により日本住宅耐震補強株式会社を設立。
- 2019年 - 本社を北区平安から中川区広川町に移転。

## 主な事業所
- 名古屋事業部
  - 名古屋営業所
  - 春日井営業所（愛知県春日井市）
  - 知多店（半田市）
  - 豊橋営業所（豊橋市）
  - 三河営業所（刈谷市）
  - 岐阜営業所（岐阜県各務原市）
    - 中津川店（中津川市）

- 三重営業所（三重県四日市市）

- 東京事業部（東京都千代田区）
  - 東京営業所（町田市）
  - 甲信営業所（長野県松本市）

- 大阪事業部
  - 京滋営業所（滋賀県栗東市）
  - 奈良営業所（奈良県磯城郡三宅町）
  - 阪神営業所（兵庫県宝塚市）
  - 北陸営業所（石川県金沢市）

## 提供番組
テレビ東京系列
開運!なんでも鑑定団（毎週火曜日）

## その他
- 愛知県ファミリー・フレンドリー企業に登録
- チーム・マイナス6%に参加

## 関係会社
- 株式会社ビルワーク
- セブンハウス株式会社
- 日本住宅耐震補強株式会社
- ムサシ管財株式会社